# Lundahoj

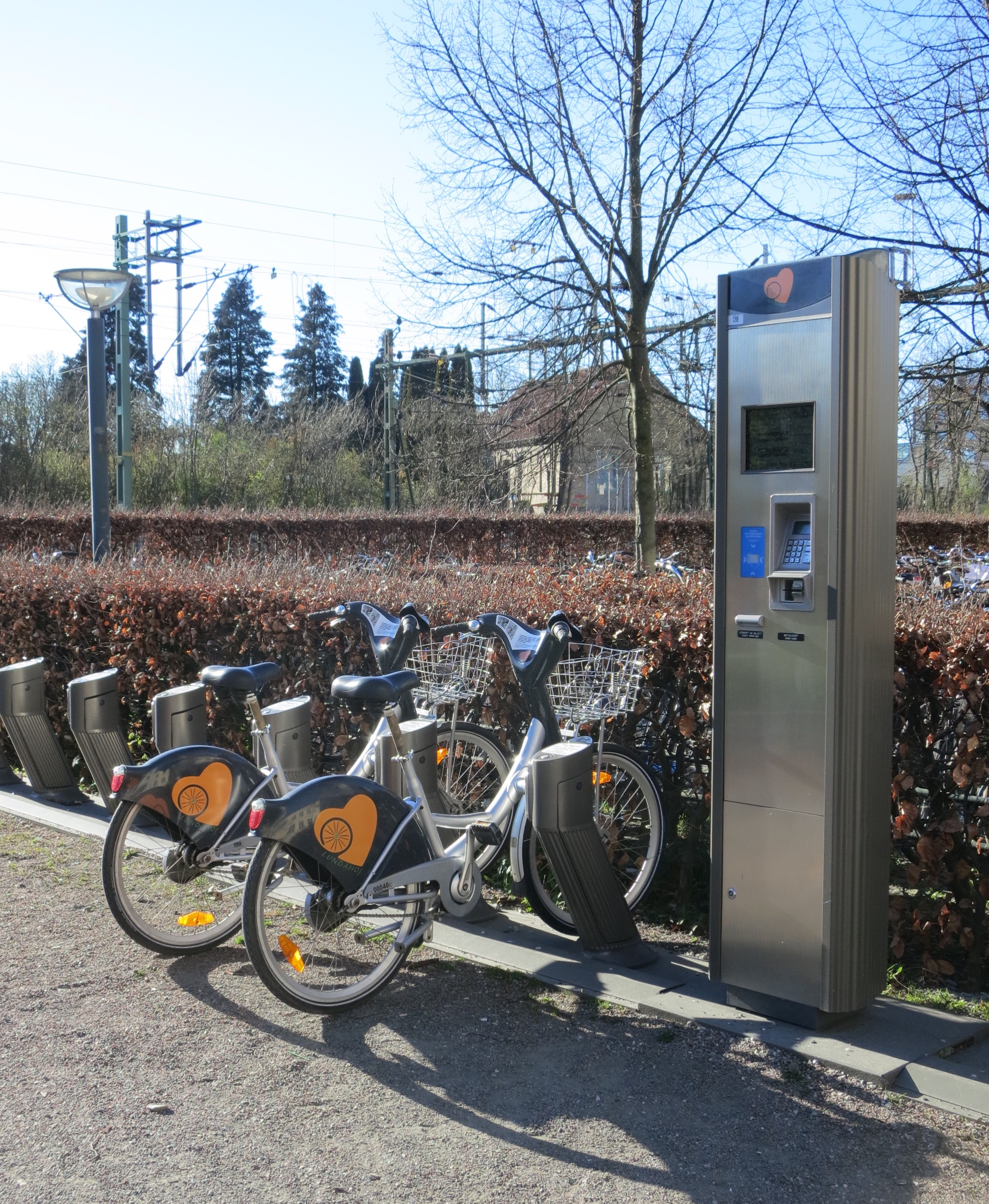
Lundahojs uthyrning vid Lunds station.

Lundahoj är ett system för lånecyklar i Lund. Systemet drivs av JCDecaux och Lunds kommun.
Lundahoj består av ett antal automatiska cykelstationer där användare kan hämta och lämna lånecyklar. För att nyttja systemet krävs att ett abonnemang tecknas och det knyts då till ett kollektivtrafikkort (Skånetrafikens "Jojo"-kort). Sedan kan användaren fritt låna cyklar upp till 30 minuter åt gången utan ytterligare avgifter, eller längre perioder mot tilläggsavgift. 
Cykeln kan lämnas på vilken station som helst oavsett var den är lånad. Då systemet togs i drift hösten 2014 låg de flesta cykelstationerna centralt i Lund. På grund av ortens många backar används fler cyklar i vissa riktningar än andra så vissa stationer fick ta emot fler inlämnade cyklar än vad som lånades ut. De flesta uthyrningsstationerna är placerade vid redan etablerade kollektivtrafikleder.

## Bildgalleri

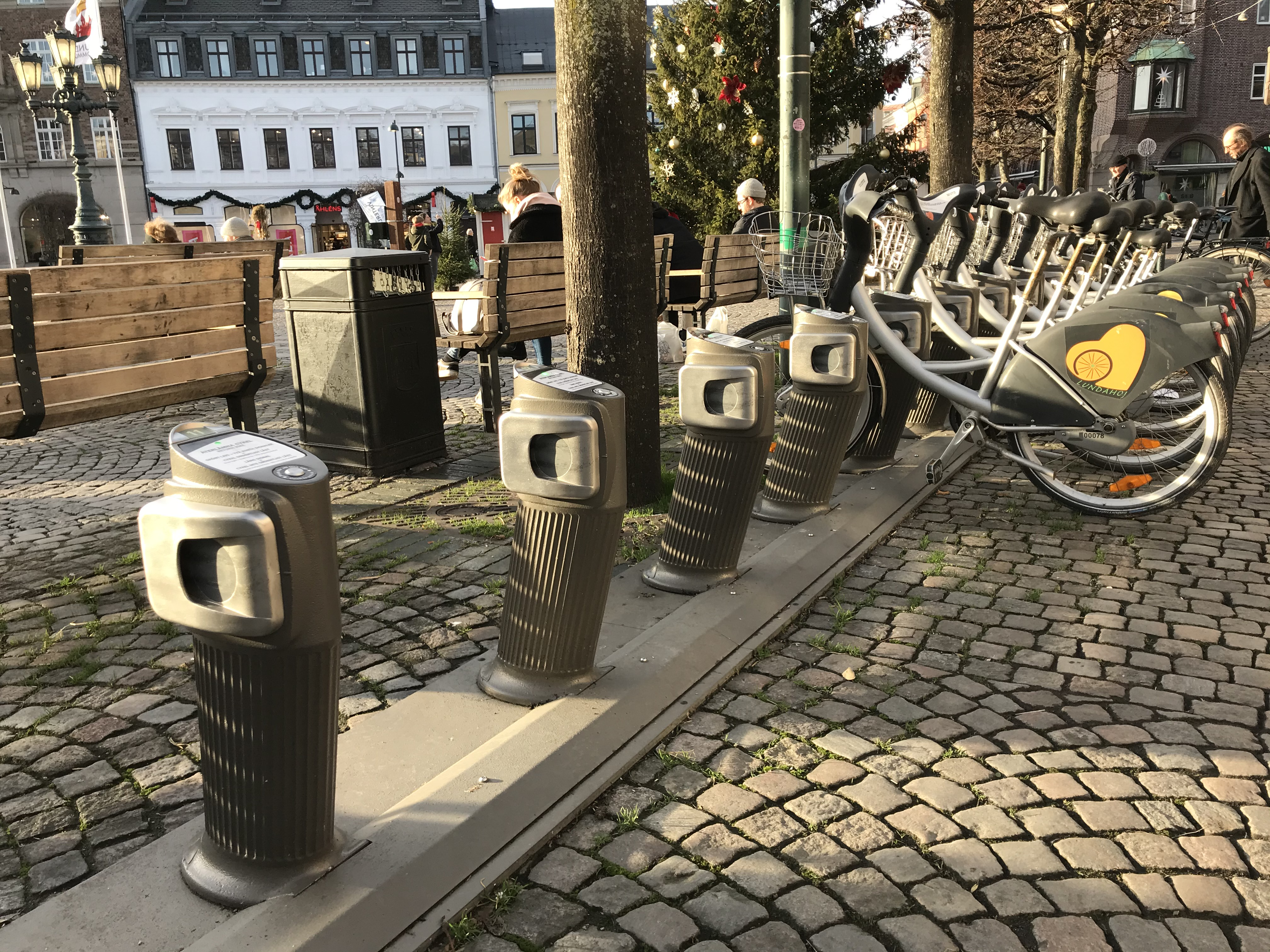
Lundahojs cykelstation vid Stortorget i Lund
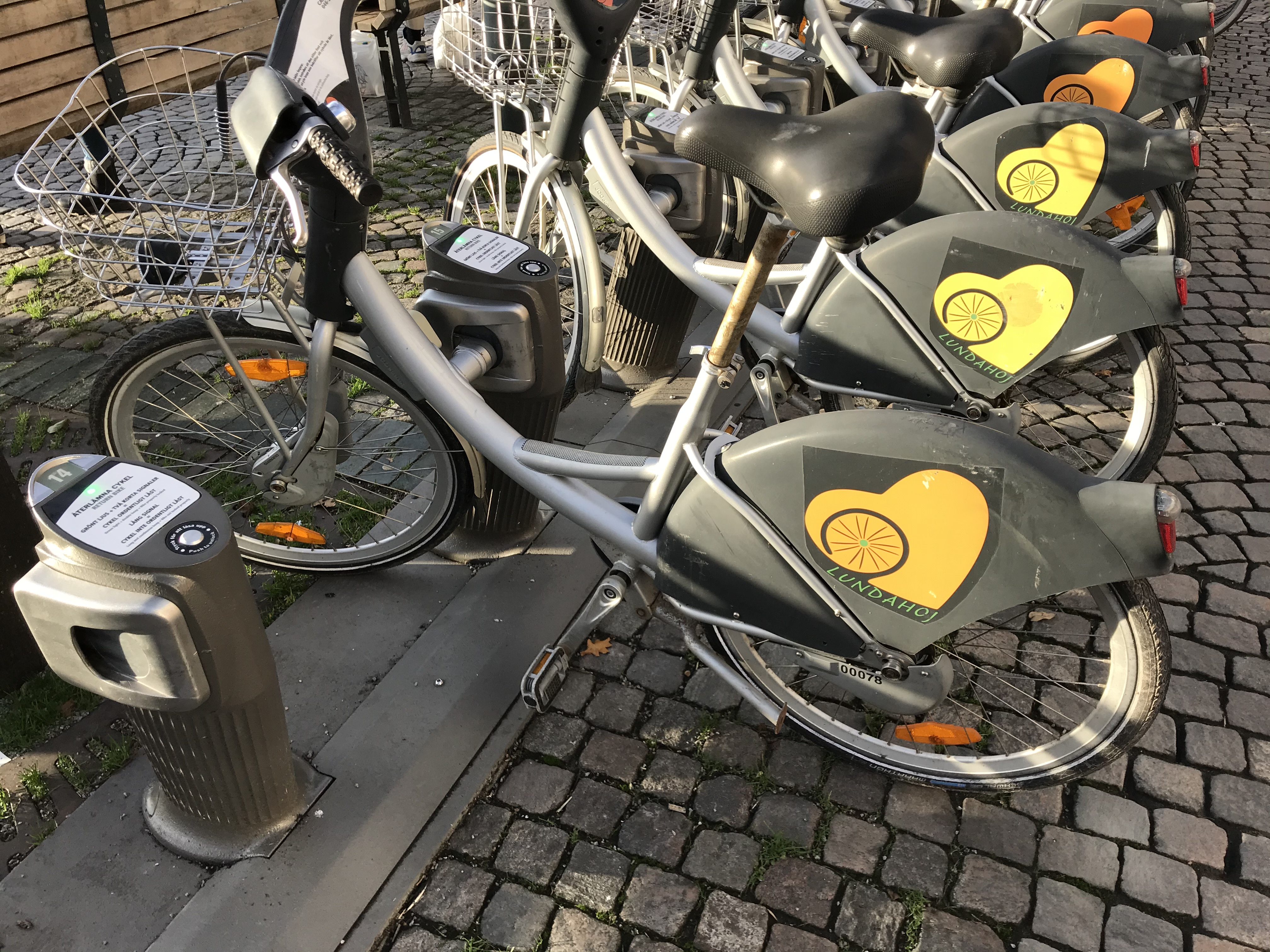
Lundahojs cykelstation vid Stortorget i Lund
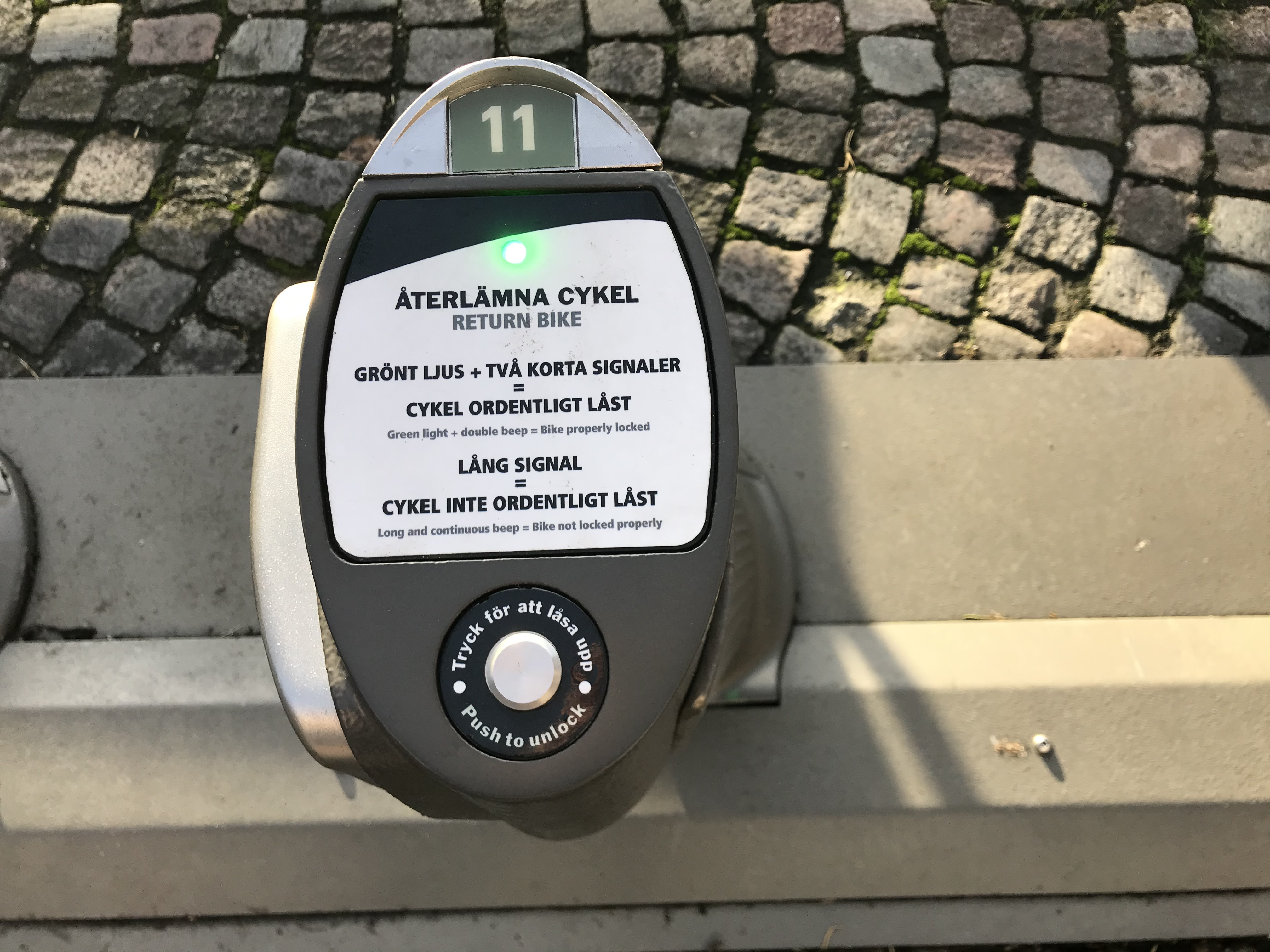
Cykelparkering, detalj